# Simon Zimny
Simon Zimny (ur. 18 maja 1927 w Divion, zm. 3 kwietnia 2007 w Épernay) – francuski piłkarz polskiego pochodzenia, zawodnik reprezentacji Francji zagrał jeden mecz.